# Х-20
Х-20 (за кодифікацією МО США та НАТО — AS-3 Kangaroo (Кенгуру)) — радянська надзвукова крилата ракета великої дальності повітряного базування ракетного комплексу К-20 (" Комета-20 "). Оснащувалась ядерною бойовою частиною.
Призначалася для поразки наземних чи надводних площевих цілей. Носій — стратегічний ракетоносець Ту-95К, Ту-95КД.

## Історія створення
Створення авіаційної системи ракетної зброї «К-20» на базі стратегічного бомбардувальника Ту-95 із надзвуковою крилатою ракетою великої дальності Х-20 було розпочато відповідно до Постанови Радміну СРСР від 11 березня 1954 року. Головним завданням, що стояло перед розробниками, було створення стратегічного носія, здатного вражати цілі біля США, не входячи до зони дії їх ППО.
Літак-снаряд розроблявся в ОКБ-155 А. І. Мікояна, головний конструктор — М. І. Гуревич. Система наведення розроблена КБ-1 Мінозброєнь під керівництвом В. М. Шабанова. Головним підприємством (інтеграція з носієм на базі Ту-95) було призначено туполівське ОКБ-156. Термоядерна БЧ створювалася у КБ-11 Міністерства середнього машинобудування.
Для відпрацювання систем використовувалися пілотовані літаки-аналоги СМ-20 на базі МіГ-19. У 1957—1958 роках проходили льотні випробування Х-20. В 1958 ракету і літак Ту-95К продемонстрували Н. С. Хрущову. Спільні державні випробування проводились у 1958—1959 роках, за результатами яких ракета була доопрацьована переважно по двигуну. Ракета отримала індекс Х-20М.
Серійні ракети випускалися заводом № 256 у Дубні, потім заводом № 86 у Таганрозі.

## Конструкція
Ракета Х-20 була класичний безпілотний літак-снаряд зі стрілоподібним крилом і оперенням. При створенні виробу широко використовувалися конструктивні рішення МіГ-19 та дослідного перехоплювача І-7У. Двигун — короткоресурсний АЛ-7ФК (тяга на форсажі 9200 кгс), встановлений у фюзеляжі, з лобовим автоматично регульованим повітрозабірником з рухомим конусом.
Крило з елеронами площею 25,14 кв.м., мало стріловидність 55 °. Цільноповоротний стабілізатор, кіль з кермом напрямку та невеликий підкільовий гребінь. Кіль та крило — знімні.
Носову частину відразу після вхідного пристрою повітрозабірника займає паливний бак № 1 на 1390 кілограм палива. У наступному відсіку встановлюється спеціальна БЧ «виріб 37Д». У центральній частині фюзеляжу знаходився м'який паливний бак № 2 на 2100 кг та баки № 3 та № 4 — всього 5090 кг авіагасу ТЗ або Т-1. Біля бака № 3 розташовувався бак пускового палива (бензин Б-70) та маслобак двигуна. У хвостовому відсіку над і під двигуном знаходилися блоки електрообладнання, блоки автопілота, апаратура радіоуправління, енерговузол, контрольний роз'єм.

## Модифікації

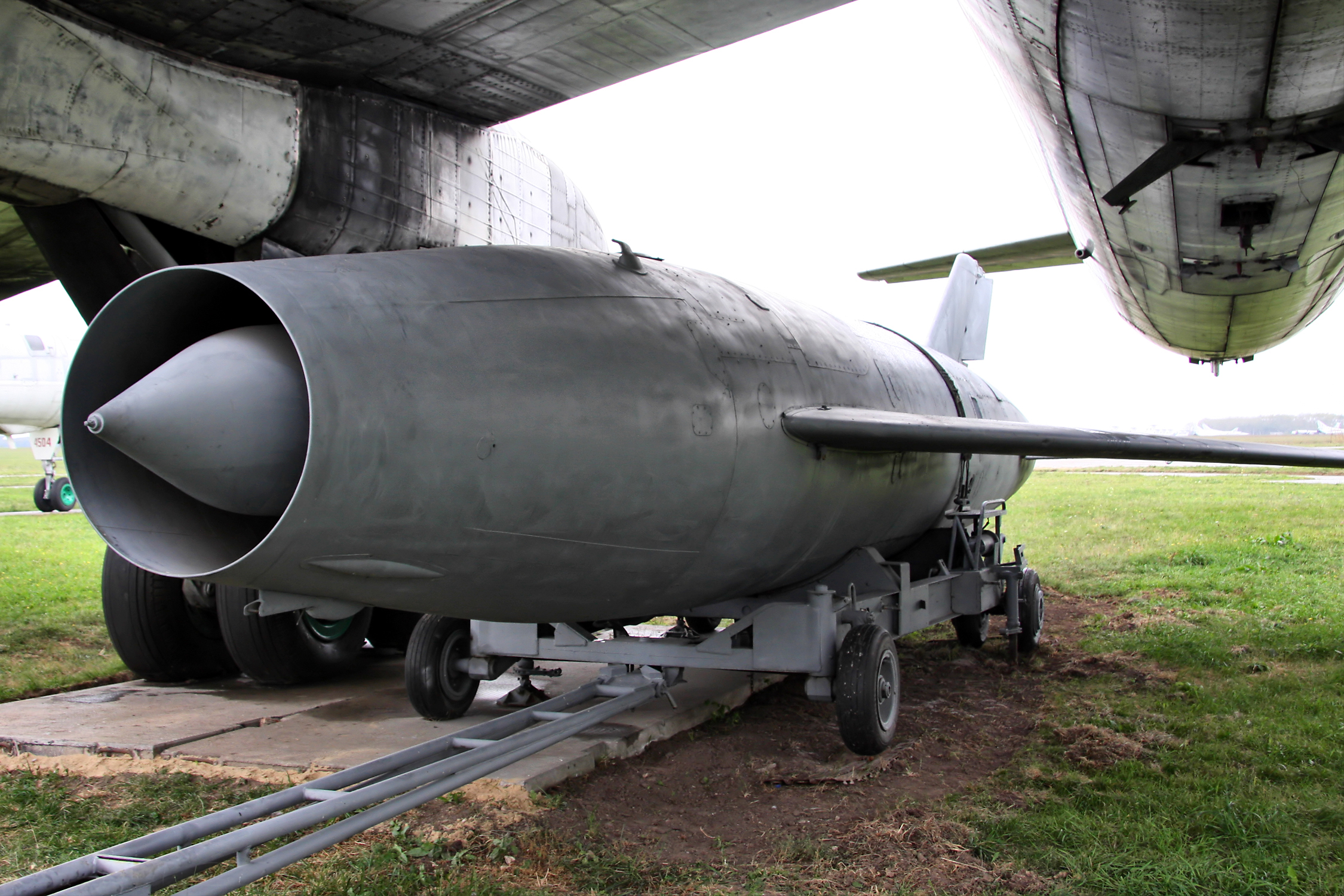
Авіаційна крилата ракета Х-20М у Рязанському музеї Дальньої авіації(вересень 2010)

Х-20М — варіант із удосконаленою термоядерною БЧ, прийнятий в результаті на озброєння замість Х-20.

## Експлуатація
Перший серійний Ту-95К побудований у березні 1958 року на заводі № 18 у Куйбишеві. Виробництво машин тривало до 1962 року, у тому числі будувалися навчальні Ту-95КУ. Через велику ракету на підвісці дальність літаків впала на 2000 км, тому був розроблений варіант Ту-95КД зі штангою заправки. Частину Ту-95К доопрацювали до КД, встановивши штанги. Згодом літаки оснастили більш досконалим навігаційним та зв'язковим обладнанням (Ту-95КМ).
Перші літаки отримали в 1959 1006ТБАП (Узин) та 1226 ТБАП (Семипалатинськ), потім 182 гв ТБАП (Моздок). Імовірними цілями ракетоносців служили військові та стратегічні об'єкти на території США. Екіпажі регулярно тренувалися з передових аеродромів на Крайній Півночі, Далекому Сході і навіть з льодових аеродромів в Арктиці. Надалі ракетоносців перенацілили на авіаносні ударні групи.
На ракеті застосовувалося комбіноване радіокомандне наведення на ціль за допомогою програмованого автопілота ракети та радіометричної апаратури носія. Після виходу в задану точку з віддаленням 600 км від цілі проводилася відчіпка ракети з двигуном, що працює на форсажі. На 46-й секунді польоту автопілот переводив ракету в набір. Після досягнення висоти 15000 м на 221 секунді ракета переводилася на режим стабілізації висоти і підключалося радіокомандне управління з курсу. За 50 км до цілі управління перемикалося на автопілот, ракета переводилася на пікірування з кутом 60° і на висоті 500—1000 м проводився підрив термоядерної БЧ. Радіус дії авіаційного ракетного комплексу К-20 сягав 7000 км.
Ракета підвішувалась у вантажовідсік на балковий утримувач БД-206. При пуску БД висувався вниз, і після відчеплення ракети вантажовідсік закривався стулками. Великогабаритна ракета при підвісці на літак вимагала злагоджених дій двадцяти і більше осіб техскладу. Під час пусків на полігоні в ракету встановлювався «навчальний» фугасний заряд. Для тренувань л/с замість спеціальної БЧ широко застосовувалися масо-габаритні імітатори.

## Тактико-технічні характеристики ракети
- Довжина : 15,41 м
- Діаметр : 1,89 м
- Висота ракети : 3,015 м
- Розмах крила : 9,03 м
- Стартова вага : до 11800 кг
- Швидкість польоту : М = 2
- Дальність стрільби : 600 км
- Висота застосування : 9-12 км.
- Система наведення : інерційна + радіокомандна
- Бойова частина : термоядерна, «виріб 37Д»
  - Маса БЧ : 2300 кг
  - Потужність БЧ : 3 Мт
- Двигун : короткоресурсний ТРДФ АЛ-7ФК
- Паливо : ТЗ, Т-1
- Тип ПУ : БД-206
- Літак-носій : Ту-95К, Ту-95КД, Ту-95КМ, 3М-К-20 (проект)